# Metropole

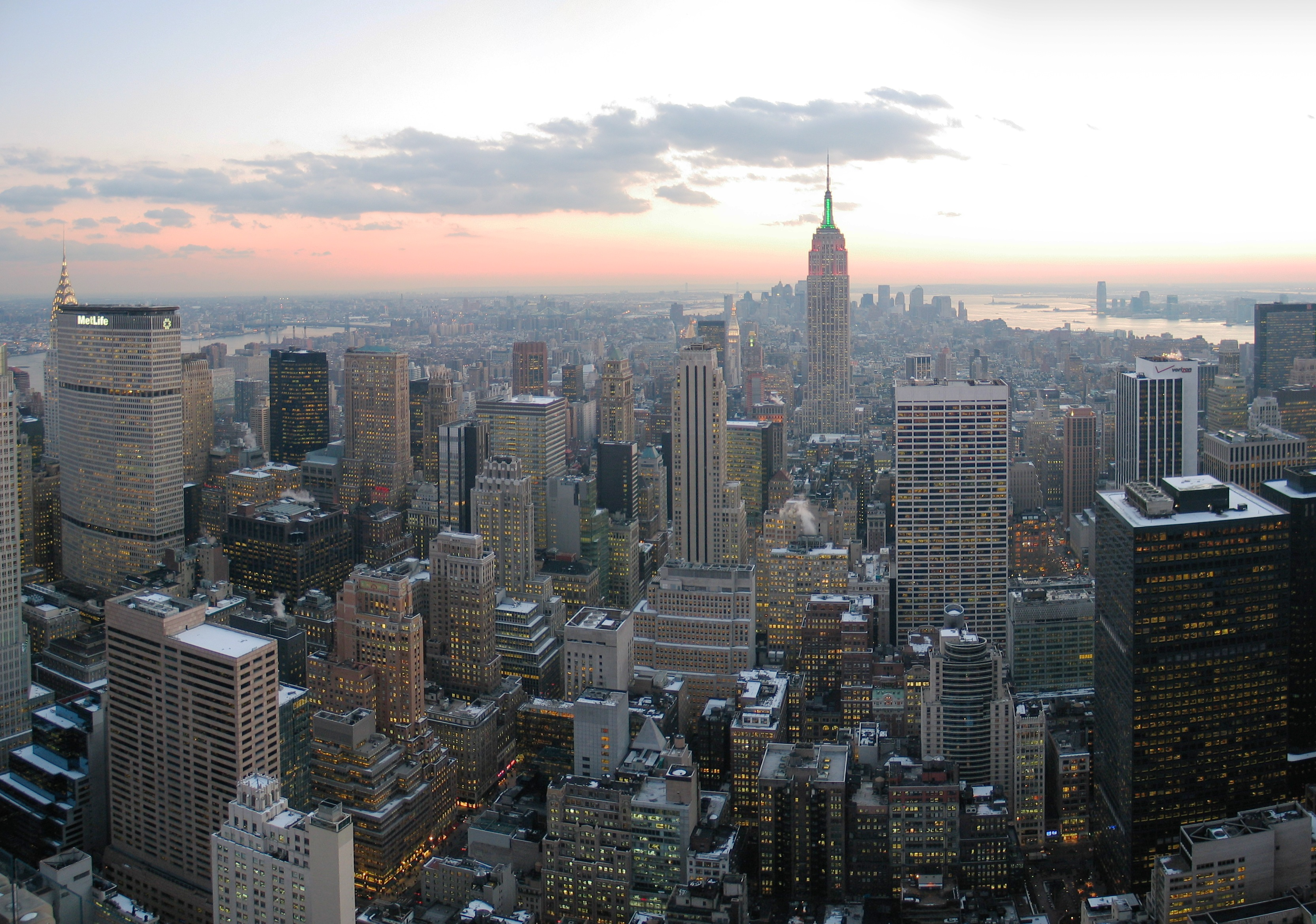
New York, USA - jedna z nejvýznamnějších metropolí světa

Metropole (z řeckého μητρόπολις, metropolis výrazu složeného ze slov métér – matka a polis – město) znamená významné město, které je kulturním, obchodním nebo politickým centrem určité oblasti. Často se používá jako synonymum pojmu hlavní město. Metropole je také sídelní město římskokatolické církevní provincie.

## Historie
Ve starověkém Řecku, kde pojem vznikl, označoval původně „mateřské město“ každé nově založené osady, to jest město, odkud byla kolonie (osada) založena a odkud převzala své právo. Osady byly své metropoli povinny poskytovat ochranu a pomoc proti jiným, někdy i platily daně.
Tento původní význam se částečně zachoval v označení „metropole“ a „metropolitní“, jak se užíval a užívá v koloniálních říších, ve Velké Británii, ve Francii, Španělsku nebo Portugalsku, kde znamenal vlastní evropské země bez kolonií, dominií a zámořských území.